# تشارلز فيفرمان
تشارلز فيفرمان (بالإنجليزية: Charles Fefferman)‏ هو عالم رياضيات أمريكي ولد في 18 أبريل 1949

 في واشنطن العاصمة، الولايات المتحدة ، حائز على جائزة وسام فيلدز.

## وصلات خارجية
- الموقع الرسمي لجائزة وسام فيلدز